# Ken Mehlman

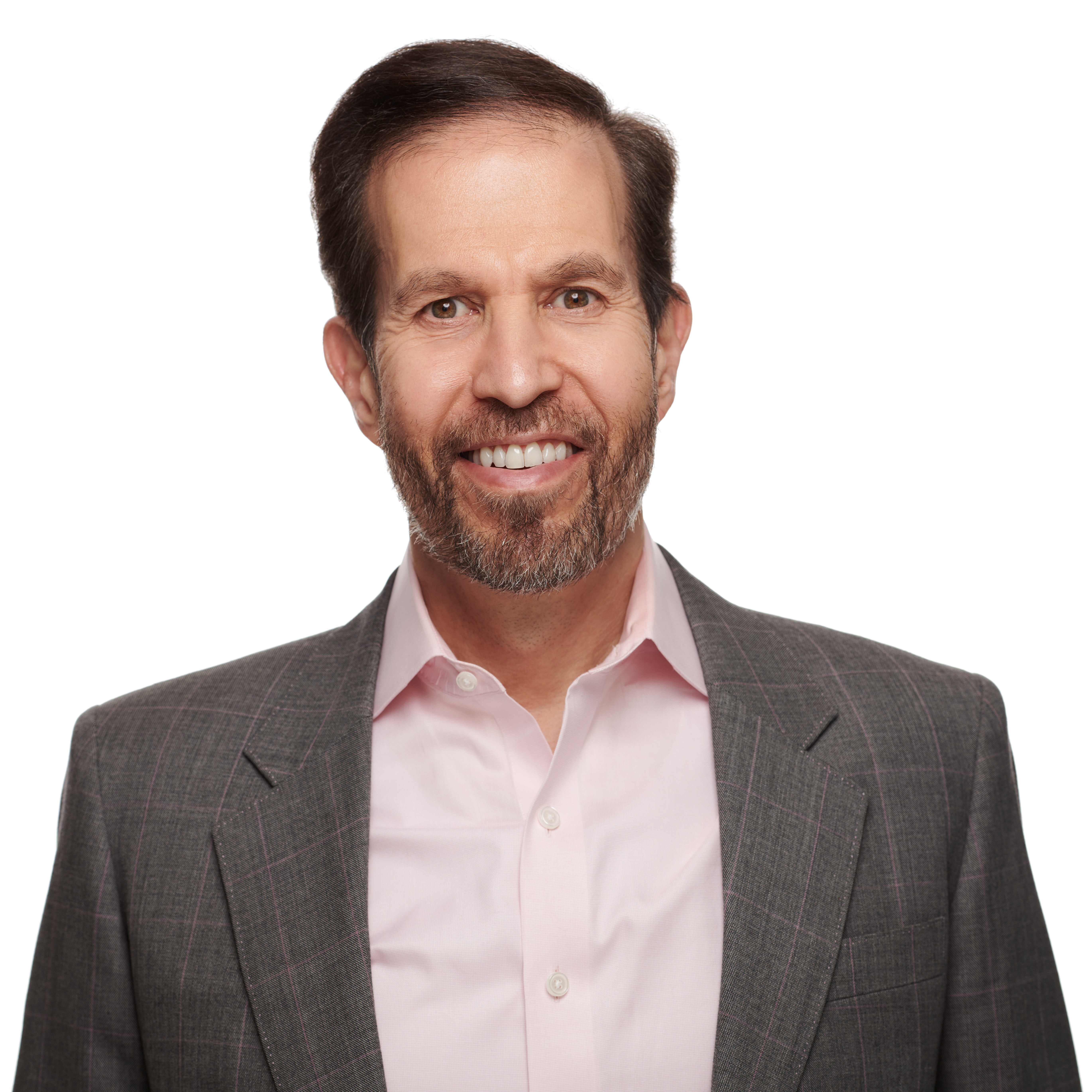
Ken Mehlman (2022)

Kenneth „Ken“ Brian Mehlman (* 21. August 1966 in Baltimore, Maryland) ist ein US-amerikanischer Rechtsanwalt und Politiker der Republikanischen Partei, der unter anderem zwischen 2001 und 2003 Direktor des Büros für politische Strategie und Öffentlichkeitsarbeit (OPSO) im Executive Office of the President of the United States sowie von 2005 bis 2007 Vorsitzender des Republican National Committee (RNC), das nationale Organisationsgremium der Republikanischen Partei.

## Leben
Kenneth „Ken“ Brian Mehlman stammt aus einer amerikanisch-jüdischen Familie und ist ein Sohn von Arthur S. Mehlman, der Partner in der Wirtschaftsprüfungsabteilung des internationalen Unternehmensdienstleistungskonzerns KPMG sowie Vorsitzender des Sinai Hospital in Baltimore war, und der Kindergärtnerin Judith A. Mehlman sowie ein Bruder von Bruce Mehlman, der kurzzeitig stellvertretender Handelsminister für Technologiepolitik und anschließend Mitbegründer der Lobbyfirma Mehlman Vogel & Castagnetti. Er selbst begann nach dem Schulbesuch ein Studium am Franklin & Marshall College, welches er 1988 mit einem Bachelor of Arts (B.A. Government) beendete. Ein darauf folgendes Studium der Rechtswissenschaften an der Harvard Law School schloss er 1991 mit einem Juris Doktor (JD) ab und nahm daraufhin eine Tätigkeit als Rechtsanwalt für Umweltrecht in der Anwaltskanzlei Akin Gump Strauss Hauer & Feld in Washington, D.C. auf. Er war Mitglied der Studentenverbindung (Fraternity) Phi Kappa Tau.
Mehlman war ein langjähriger Wahlkampfhelfer der Republikanischen Partei und an Wahlkämpfen in Georgia, Massachusetts, Ohio, Texas und Virginia beteiligt, an den erfolglosen Präsidentschaftswahlkämpfen von George H. W. Bush 1992 und Bob Dole 1996 sowie an der Kampagne von George W. Bush bei der Präsidentschaftswahl 2000. Er war zwischenzeitlich von 1994 bis 1996 Mitarbeiter im Stab von Lamar S. Smith, der zwischen 1987 und 2018 Mitglied des US-Repräsentantenhauses für Texas war, sowie von 1996 bis 1999 Stabschef der Kongressabgeordneten Kay Granger, die von 1997 bis 2005 Mitglied des US-Repräsentantenhauses für Texas war. Er engagierte sich für die Jugendorganisation der Partei Junge Republikaner (Young Republicans) und zudem als Vorstandsmitglied der Republican Jewish Coalition (RJC), eine 1985 gegründete politische Gruppe, die jüdische Republikaner unterstützt.

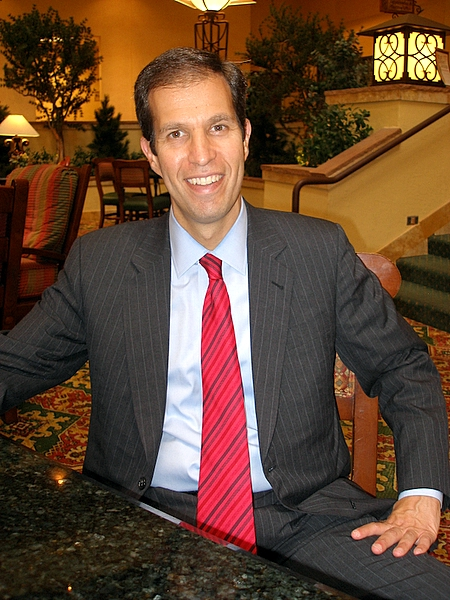
Ken Mehlman als Vorsitzender des Republican National Committee (2006).

Nach der Wahl von George W. Bush zum US-Präsidenten übernahm Ken Mehlman am 20. Januar 2001 den Posten als Direktor des Büros für politische Strategie und Öffentlichkeitsarbeit OPSO (Director of the Office of Political Strategy and Outreach) im (Executive Office of the President of the United States) und bekleidete diesen bis zum 23. Mai 2003, woraufhin Matt Schlapp diese Funktion übernahm. Als Politischer Direktor berichtete er direkt an Karl Rove, der von 2001 bis 2007 als Politischer Berater von US-Präsident Bush sowie zwischen dem 8. Februar 2005 und dem 31. August 2007 zudem als stellvertretender Stabschef des Weißen Hauses fungierte. Bei der Präsidentschaftswahl 2004 war er Wahlkampfmanager für die erfolgreiche Bush-Cheney-Kampagne und übernahm am 19. Januar 2005 von Ed Gillespie die Funktion als Vorsitzender des Republican National Committee (RNC), das nationale Organisationsgremium der Republikanischen Partei. Diese Parteifunktion bekleidete er bis zum 19. Oktober 2007 und wurde daraufhin von Mel Martínez als „General Chair“ und Mike Duncan als „National Chair“ des RNC abgelöst. Während Mehlman das Republican National Committee leitete, gab es 2,5 Millionen Dollar für die Verteidigung von James Tobin aus, einem republikanischen Funktionär aus New Hampshire, der wegen der Störung der Telefonleitungen der Wählermobilisierungskampagne der Demokratischen Partei im Wahlkampf 2002 verurteilt worden war. Tobins Büro tätigte während der zweitägigen illegalen Störaktion 22 Anrufe ins Weiße Haus, die meisten davon an eine Nummer, die auf Mehlmans Schreibtisch klingelte. Mehlman bestritt jedoch, dass die Anrufe irgendetwas mit der Störaktion zu tun hatten.
Als die Skandale um den Lobbyisten Jack Abramoff begannen, sagte Mehlman, er kenne Abramoff nicht gut. Abramoff hingegen sagte, Mehlman sei Gast bei Sabbatessen in seinem Haus gewesen und habe ihm politische Gefälligkeiten erwiesen. Die Zeitschrift „Vanity Fair“ berichtete, Mehlmans Büro habe sich besonders bemüht, „Abramoff über Angelegenheiten seiner Klienten auf dem Laufenden zu halten“. In David Kuos Buch Tempting Faith: An Inside Story of Political Seduction (2006) behauptet der Autor, ein christlicher Aktivist, dass Mehlman eine systematische Kampagne orchestriert habe, um die für die „religiösen Initiativen“ der Bush-Regierung vorgesehenen Gelder für politische Zwecke umzulenken.
Mehlman unterstützte über Jahrzehnte hinweg praktisch jedes Gesetz gegen Homosexuelle, darunter den Marriage Protection Amendment von 2005 und die von den Republikanern unterstützten Wählerinitiativen gegen die Rechte Homosexueller in 21 Bundesstaaten. Mehlman outete sich im August 2010 als schwuler Mann.
2008 wurde Ken Mehlman Global Head of Public Affairs und Co-Head of KKR Global Impact der börsennotierten Beteiligungsgesellschaft Kohlberg Kravis Roberts & Co. (KKR & Co.) und im Januar 2017 Vorsitzender des Politischen Beratungsgremiums der Chan Zuckerberg Initiative.